# IIHF Challenge Cup of Asia
IIHF Challenge Cup of Asia er en turnering for asiatiske ishockeylandshold, der ikke stiller op ved VM i ishockey eller som ved VM spiller i den laveste række. Turneringen arrangeres af International Ice Hockey Federation og er afviklet hvert år siden 2008. Den første turnering for kvinder blev spillet i 2010.

## Turneringer og medaljevindere

### Mænd
| Turn. | Guld                  | Sølv                  | Bronze   | Hold | Værtsby                               |
| ----- | --------------------- | --------------------- | -------- | ---- | ------------------------------------- |
| 2008  | Taiwan                | Malaysia              | Hongkong | 6    | Hongkong, Kina                        |
| 2009  | Foren. Arab. Emirater | Thailand              | Malaysia | 8    | Abu Dhabi, Forenede Arabiske Emirater |
| 2010  | Taiwan                | Foren. Arab. Emirater | Thailand | 9    | Taipei, Taiwan                        |
| 2011  | Hongkong              | Foren. Arab. Emirater | Thailand | 6    | Kuwait City, Kuwait                   |
| 2012  | Foren. Arab. Emirater | Thailand              | Malaysia | 7    | Dehradun, Indien                      |

### Kvinder
| Turn. | Guld  | Sølv  | Bronze    | Hold | Værtsby        |
| ----- | ----- | ----- | --------- | ---- | -------------- |
| 2010  | Kina  | Japan | Nordkorea | 4    | Shanghai, Kina |
| 2011  | Japan | Kina  | Sydkorea  | 3    | Nikko, Japan   |
| 2012  | Japan | Kina  | Kina 2    | 4    | Qiqihar, Kina  |